# Thure Gustaf Een
Thure Gustaf Een, född 8 januari 1802 i Eksjö stadsförsamling, Jönköpings län, död 25 januari 1891 i Östra Ny församling, Östergötlands län, var en svensk präst.

## Biografi

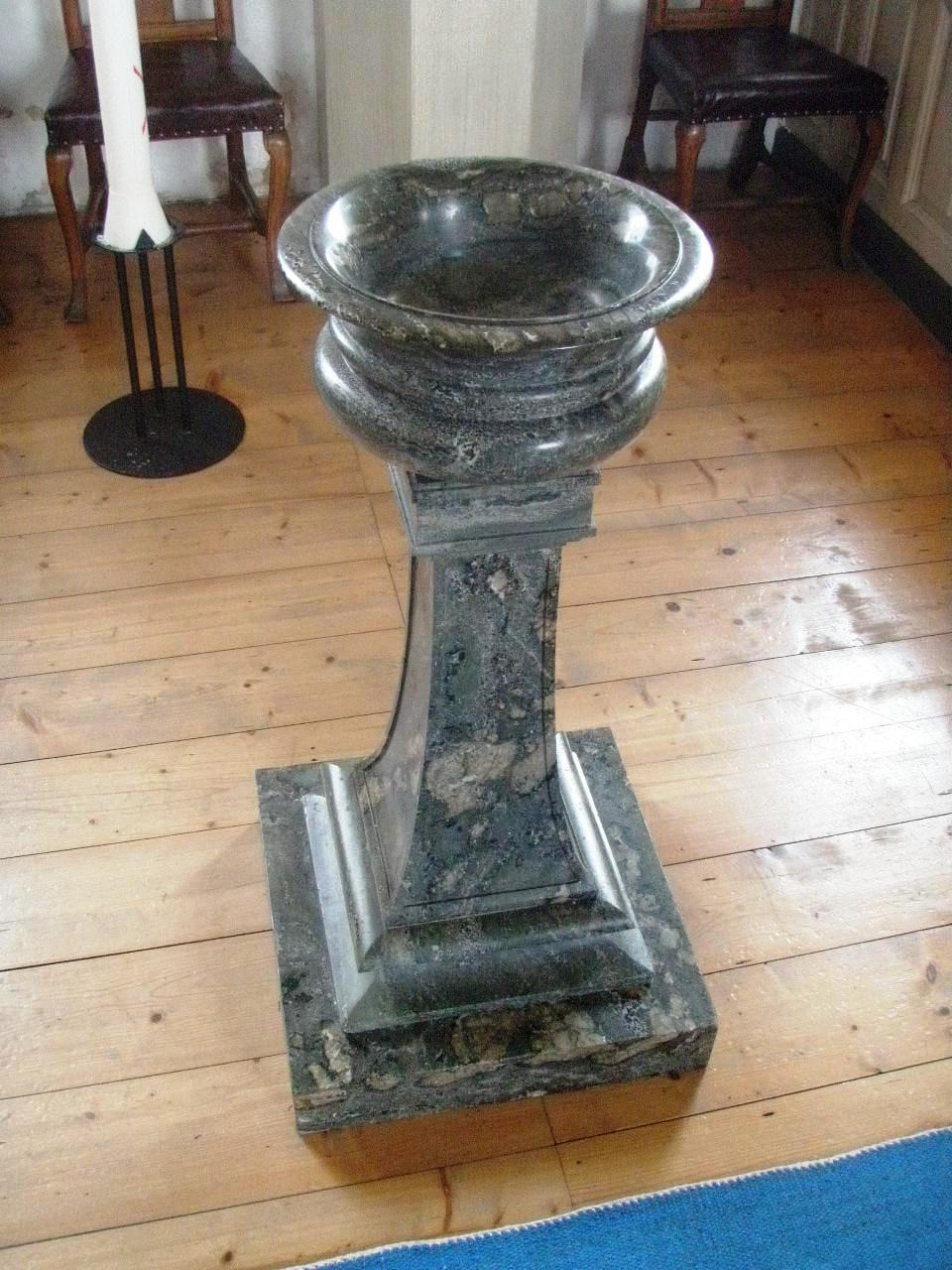
Dopfunt från 1871, skänkt till Östra Ny kyrka av Thure Gustaf Een.

Thure Gustaf Een föddes 1802 i Eksjö stadsförsamling. Han var son till kyrkoherden Carl Petrus Een och Johanna Helena Holmberg. Een blev höstterminen 1818 student vid Uppsala universitet där han 31 mars 1827 avlade filosofie kandidatexamen och 16 juni 1827 magisterexamen. Han blev 24 augusti 1829 kollega vid Apologistskolan i Stockholm och 27 november 1837 dess rektor. Den 17 juni 1838 prästvigdes han och avlade 27 juli samma år pastoralexamen. Een blev 8 maj 1846 kyrkoherde i Östra Ny församling (extra sökande) och tillträdde direkt. Han blev 5 oktober 1853 prost och vara samma år opponent vid prästmötet. År 1876 blev han ledamot av Nordstjärneorden, 1877 filosofie jubeldoktor och var 9 oktober 1890 stiftets senior. Een avled 1891 i Östra Ny församling.
Een skänkte till den nybyggda Östra Ny kyrka en dopfunt i marmor och nya portar av järn till kyrkogården.

### Familj
Een gifte sig 23 juli 1839 med Henrica Tham (1807–1840). Hon var dotter till godsägaren Vollrath Tham och Beata Ulrica Vult von Steijern på Forsvik i Undenäs socken. De fick tillsammans dottern Henrika Een (1840–1925).